# Железничка станица Бачка Топола
Железничка станица Бачка Топола је једна од железничких станица на прузи Београд—Суботица. Налази се у насељу Бачка Топола у општини Бачка Топола. Пруга се наставља у једном смеру ка Жеднику и у другом према Мали Иђош пољу. Железничка станица Бачка Топола састоји се из 5 колосека.